# Agrément des associations d'usagers du système de santé
L'Agrément des associations d'usagers du système de santé est un agrément français qui concerne les associations œuvrant dans le domaine de la qualité de la santé et de la prise en charge des malades.
Seules les associations disposant de cet agrément peuvent représenter les usagers du système de santé dans les instances hospitalières ou de santé publique,.

## Procédure d'agrément
Il en existe de deux types : un agrément national délivré par le ministre chargé de la santé et un régional délivré par le Directeur général de l'agence régionale de santé.
Dans tous les cas, l'avis de la commission nationale d'agrément est obligatoire. L'agrément est à renouveler tous les 5 ans.

## Listes des associations agréées
Il y a 151 associations d'usagers du système de santé agréées au niveau national, et 284 au niveau régional, avec un nombre très variable par région.
En mars 2017, France Assos Santé (Union nationale des associations agréées d’usagers du système de santé) a été créée à l’initiative de 72 associations nationales fondatrices.